# LG V50 ThinQ
LG V50 ThinQ, який зазвичай називають LG V50 — Android-фаблет, що вироблявся LG Electronics як частина серії LG V. Пристрій анонсований у лютому 2019 року і є наступником LG V40 ThinQ.

## Технічні характеристики

### Зовнішній вигляд
V50 значною мірою ідентичний V40 зовні, хоча і має задню камеру, яка згладжується, подібно до LG G8 ThinQ, і логотип 5G, який світиться різними кольорами залежно від оператора. Як і в моделях V40 і V30, використовується анодована алюмінієва рама, з Gorilla Glass 5 на передній панелі і Gorilla Glass 6 на задній панелі. На відміну від попередніх телефонів серії V, V50 доступний лише в одному кольорі — New Aurora Black. 

### Апаратне забезпечення
V50 використовує процесор Snapdragon 855 з графічним процесором Adreno 640 і підтримує 5G. Він доступний з 6 ГБ оперативної пам’яті LPDDR4X і 128 ГБ пам’яті UFS. Слот карти MicroSD підтримується до 1 ТБ. V50 доступний в версії тількі з однією SIM картою. Дисплей такий же, як і у V40, 6,4-дюймова (162,6 мм) P-OLED панель 1440p із співвідношенням сторін 19,5:9. Пристрій має стереодинаміки з активним шумопоглинанням і аудіороз’єм 3,5 мм. Батарея більша до 4000 мАг, її можна заряджати через 18 Ватний USB-C або бездротову 10 Вт (Qi) зарядку. Біометричні опції включають ємнісний (задній) датчик відбитків пальців і розпізнавання обличчя. Також присутній рейтинг IP68. Щоб конкурувати зі складними смартфонами, пристрій пропонує чохол, відомий як «LG DualScreen», який містить другу 6,2-дюймову панель дисплея 1080p. Він живиться за допомогою роз'єма pogo pin на телефоні, тобто працює як бездротова зарядка.

#### Камера
Компонування камери також збережено від V40, з основним об’єктивом на 12 Мп, телеоб’єктивом на 12 Мп та надшироким об’єктивом на 16 Мп. Оптична стабілізація зображення та фазовий автофокус присутні на основному та телефото датчиках. V50 може записувати відео 4K зі швидкістю 30 або 60 кадрів в секунду і відео 1080p зі швидкістю 30, 60 або 240 кадрів в секунду. На передній панелі пристрою в виїмці розташовані подвійні камери, основний об’єктив на 8 Мп і широкоформатний на 5 Мп.

### Програмне забезпечення
V50 постачається з Android 9.0 «Pie» і використовує LG UX 8.

## Критика
На момент запуску V50 отримав неоднозначні відгуки критиків. Digital Trends не вразила V50, дійшовши висновку, що «обіцянок 5G може бути недостатньо, щоб викликати інтерес до ненатхненного LG V50 ThinQ. Chokkattu заявив, що «ми виявили недостатню якість зображення в порівнянні з конкурентами», і розкритикував користувальницький інтерфейс як «незграбний і захаращений», але похвалив другий екран за «витончений досвід». Декілька рецензентів подумали, що телефон був занадто дорогим, а CNET стверджувала, що «якщо ви не маєте великого бюджету та не хочете бути на абсолютній кризі мережевих технологій, зараз інвестувати в такий дорогий телефон 5G просто не варто». TechRadar високо оцінив універсальність дисплея та камери, але розкритикував дизайн, назвавши його застарілим. PC Magazine позитивно оцінив якість звуку та продуктивність, зазначивши, що час автономної роботи був середнім, незважаючи на збільшення ємності. У Tom's Guide були схожі погляди, заявляючи, що швидшої швидкості 5G «[не] достатньо, щоб виправдати його високу ціну, особливо якщо врахувати його низький термін служби акумулятора та застарілий дизайн».